# Dexia bivittata
Dexia bivittata är en tvåvingeart som först beskrevs av Townsend 1928.  Dexia bivittata ingår i släktet Dexia och familjen parasitflugor. Inga underarter finns listade i Catalogue of Life.